# アラル市
阿拉爾市（あらじ-し、アラル-し）は、中華人民共和国新疆ウイグル自治区に位置する区直轄県級市。タリム盆地の西北部に位置する、新疆生産建設兵団農一師により管理された新興軍墾都市のひとつである。綿の生産が比較的発達している。
阿拉爾市街アラル鎮はタリム墾区の中心地帯であり、もとは新疆生産塀団農一師9団の駐屯地であったが、1957年に開墾が始められた。20世紀末に兵団の発展基地のひとつとして確定され、大規模な都市建設が進められた。2002年、中華人民共和国国務院は阿拉爾市の設立を特別許可し、タリム河沿岸の農一師7団、8団、9団、10団、11団、12団、13団、14団、15団、16団などの団場ともともとアクス市に属していた托喀依郷を含めた。アラル市は石河子体制を実行した。すなわち名義上は新疆ウイグル自治区政府に直属となった。ただし、実際は新疆生産建設兵団に所属する農一師の管理下にあり、市長は農一師の師長兼任の軍政合一であるいわゆる「師市」である。
阿拉爾はウイグル語で「緑色の島」を意味し、市街はタリム盆地とタクラマカン砂漠西北辺縁のオアシス内にある。タリム河が貫流しており、上流には勝利、多浪など多くのダムがある。全市年平均気温は10℃、降水量は52mm。人口中90%以上が漢族である。経済は綿花関係の産業が主で、栽培、研究、紡績加工などの全ての生産過程を含む。中国最大の長絨綿の産地かつ重要な細絨綿の産地である。このほか、香梨、紅棗の栽培などの産業や地区性を有するテレビ局や農業に力を入れた総合大学タリム大学が設置されている。

## 行政区画
4街道、1郷、16団（鎮）を管轄：
- 街道弁事処：金銀川路街道、幸福路街道、青松路街道、南口街道
- 郷：トカイ郷（托喀依郷）
- 団（鎮）：1団金銀川鎮、2団新井子鎮、3団甘泉鎮、4団永寧鎮、5団沙河鎮、6団双城鎮、7団、8団、9団、10団、11団花橋鎮、12団、13団幸福鎮、14団金楊鎮、15団、16団

## 交通

### 航空
- アラルタリム空港（中国語版）

### 鉄道

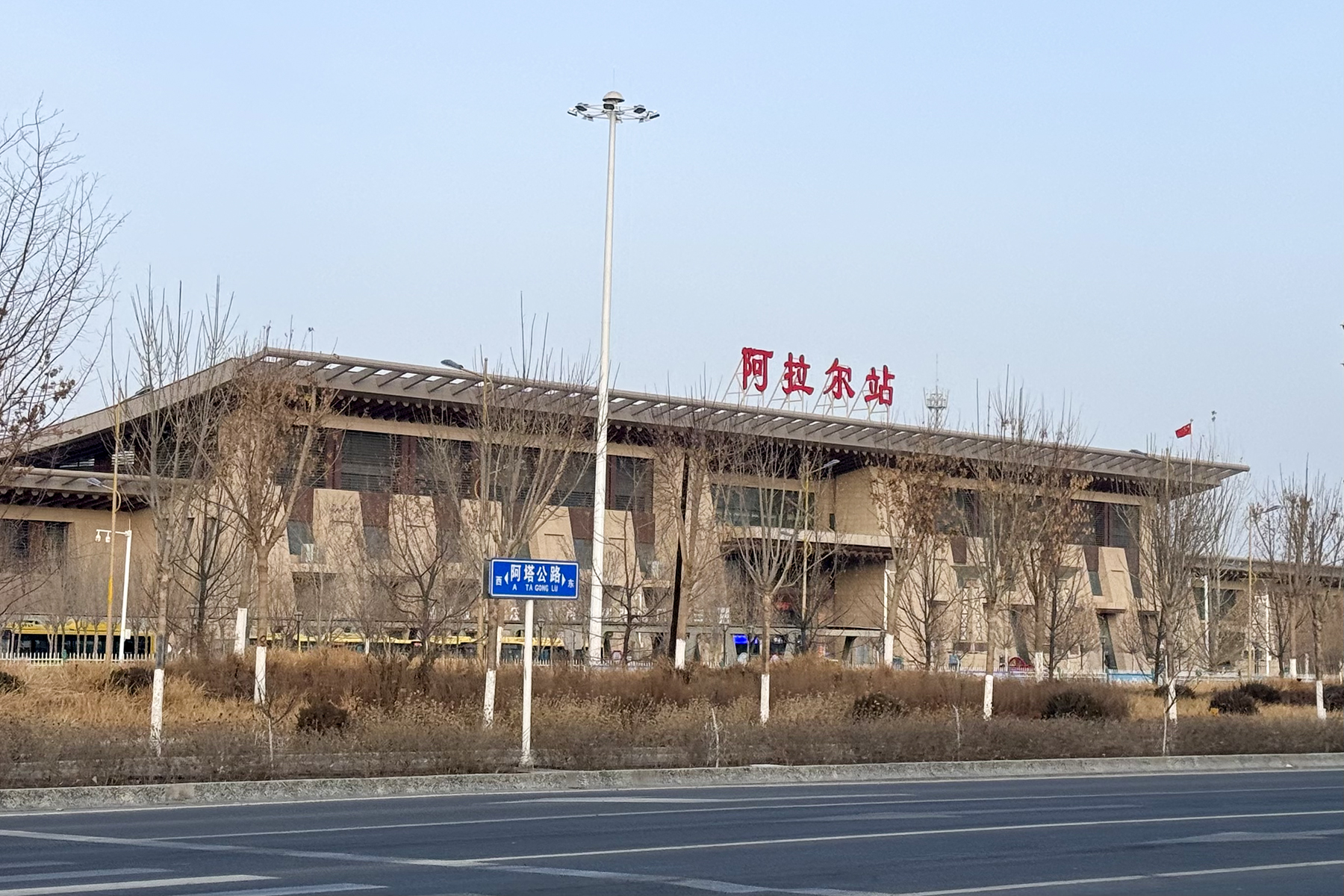
アラル駅

- 中国国家鉄路集団
  - 阿阿線

### 道路
- 国道
  - G217国道
  - G580国道